# Íbon
L'íbon (Hypocryptadius cinnamomeus) és una espècie d'ocell de la família dels passèrids (Passeridae) si bé alguns autors l'han ubicat als zosteròpids (Zosteropidae). És l'única espècie del gènere Hypocryptadius Hachisuka, 1930. És endèmic de les muntanyes del sud de Mindanao, a les Filipines.